# Favorite Story
Favorite Story – amerykańska antologia radiowa, dystrybuowana na szczeblu krajowym przez Ziv Company w latach 1946–1949. Emitowany co tydzień program w stacji KFI z Los Angeles w Kalifornii przedstawiał wybraną przez znaną osobistość adaptację powieści, zaliczaną do klasyki literatury. Gospodarzem, od 1947, był aktor Ronald Colman.

## Historia

### Format
Każdy odcinek Favorite Story zawierał adaptację historii wybranej przez gwiazdę – rzekomo jej ulubionej historii. Znane osoby wywodziły się z różnych dziedzin: byli to m.in. aktorzy, reżyserzy, liderzy zespołów i sportowcy. Ponieważ nie pojawiali się oni na antenie, firma Ziv zaoszczędzała na kosztach, jakie ponosiłaby za ich występy. Rekompensatą było promowanie dowolnej książki, filmu lub innego dzieła, które wybierał dany gość.
Pomimo założeń programu wiele z przedstawionych historii mogło nie być ulubionymi przez celebrytów. Christine Becker napisała w swojej książce It’s the Pictures That Got Small: Hollywood Film Stars on 1950s Television (2008): „Z dokumentów produkcyjnych wynika, że celebrytów proszono o ulubione historie, ale musieli wybierać oni z wcześniej ustalonej listy i nie zawsze odpowiadała ona wybranej historii”.
Prezentowane historie były adaptacjami klasyków literatury (m.in. adaptowano takie tytuły, jak: Alicja w Krainie Czarów, Doktor Jekyll i pan Hyde, Duma i uprzedzenie, Frankenstein, Kamień Księżycowy, Oliver Twist, Targowisko próżności i Trzej muszkieterowie). Prestiż wymienionych powieści nie tylko dodawał jakości programowi, ale miał również tę przewagę finansową, że znajdowały się one w domenie publicznej, dzięki czemu nie trzeba było płacić za prawa do ich emisji.
Półgodzinny czas (tyle trwał jeden odcinek programu) lepiej pasował do opowiadań niż powieści, lecz, jak pisał autor książki Radio by the Book: Adaptations of Literature and Fiction on the Airwaves (2008) Tim DeForest: „W wielu przypadkach Favorite Story dokonał niesamowitego wyczynu zmieszczenia klasycznej powieści w półgodzinnym przedziale i dostarczając nam satysfakcjonujących wrażeń”.

### Personel
Jedyną osobą występującą w Favorite Story był gospodarz Ronald Colman (jego obecność zwiększyła atrakcyjność programu w ocenie słuchaczy, kadry kierowniczej i lokalnych sponsorów stacji, co jest czynnikiem niezbędnym do nadawania programu przez stacje). Frederick Ziv, właściciel firmy Ziv (która zajmowała się dystrybucją programu), argumentował, że mając Colmana w roli gospodarza „stacje były otwarte, sieci były otwarte, sponsorzy byli otwarci i publiczność była otwarta”. Według Becker Colman, oprócz bycia gospodarzem i aktorem w niektórych odcinkach, „rzeczywiście miał wymierny wkład twórczy w Favorite Story” (sugerował m.in. w jaki sposób scenarzyści powinni zaadaptować historie dla radia).
Aktorzy, których głos można było regularnie usłyszeć w odcinkach programu, to Jeff Corey, Edna Best, Lionel Stander, Vincent Price, John Beal, Howard Duff, William Conrad oraz Janet Waldo. Jerome Lawrence i Robert E. Lee odpowiadali za reżyserię, produkcję i pisali scenariusz. Innymi pisarzami byli William Froug i E. Jack Neuman. Role spikerów pełnili George Barclay oraz True Boardman, z kolei o oprawę muzyczną dbał Claude Sweeten.
Program Favorite Story był nadawany od 25 czerwca 1946 do 19 kwietnia 1949 przez stację KFI z siedzibą w Los Angeles w Kalifornii. W tym czasie zaprezentowano 118 odcinków. Był reklamowany jako program, który „góruje nad najlepszymi programami nadawanymi na antenie” (Favorite Story nie było powiązane z podobnie zatytułowaną My Favorite Story, wcześniej emitowaną w radiu KNX z Los Angeles).